# Shooters and Fishers Party
Shooters and Fishers Party (w dosłownym tłumaczeniu: Partia Strzelców i Wędkarzy) – australijska partia polityczna o profilu konserwatywnym, aktywna głównie na szczeblu stanowym, w szczególności w Nowej Południowej Walii.

## Historia
Partia powstała w roku 1992 jako Shooters Party (Partia Strzelców) w odpowiedzi na propozycję władz stanowych Nowej Południowej Walii, które chciały zakazać obywatelom posiadania broni samopowtarzalnej. Założycielem i pierwszym liderem ugrupowania był dziennikarz John Tingle. W 1995 jako pierwszy członek partii odniósł on sukces wyborczy, uzyskując mandat w Radzie Ustawodawczej Nowej Południowej Walii. W 2006 zrezygnował z mandatu, a jego miejsce zajął biznesmen Robert Brown. W 2007 partia powiększyła swój stan posiadania w Radzie do dwóch miejsc. Próby dostania się do innych gremiów, w tym do parlamentu federalnego, jak dotąd nie przyniosły żadnych rezultatów. W 2010 zmieniła nazwę na obecną. 

## Program
W swojej retoryce partia odwołuje się do wielu haseł klasycznego konserwatyzmu, w szczególności dotyczących prymatu jednostki nad państwem. W praktyce zdecydowanie popiera przepisy sprzyjające rozwojowi takich dziedzin jak myślistwo, wędkarstwo czy jazda samochodami terenowymi po bezdrożach. Opowiada się za obniżeniem minimalnego wieku niezbędnego do uzyskania pozwolenia na broń myśliwską z 18 do 12 lat. Promuje także pomysł, aby każdy proces ustawodawczy trwał co najmniej 5 lat, co ma zwiększyć ostrożność w stanowieniu prawa i zmniejszyć stopień nadregulacji ze strony państwa.